# Розкішне (Джанкойський район)
Розкі́шне (до 1945 року — Сеїт-Болат, крим. Seyit Bolat) — село Джанкойського району Автономної Республіки Крим. Населення становить 723 особи. Орган місцевого самоврядування - Розкішненська сільська рада. Розташоване на заході району.

## Географія
Розкішне - село на крайньому південному заході району, в Кримському степу, на стику кордонів з Красногвардійським і Первомайським районами, висота над рівнем моря - 31 м . Найближчі села: Зернове за 1 км на південь, Абрикосове Первомайського району за 3,5 км на північ та Краснодарка Красногвардійського за 4,5 км на південний захід. Відстань до райцентру - близько 22 кілометрів там же найближча залізнична станція

## Історія
Є відомості, що село було засноване 1 січня 1922 року, як 2-е відділення радгоспу «Насіннєвий» , на базі націоналізованого господарства крупного кримського землевласника Вальтера Лютца . В «...Пам'ятній книзі Таврійської губернії за 1900 рік»  згадано якесь селище Вальтерівка Олександрівської волості Перекопського повіту з 34 мешканцями, але без домогосподарств  - ймовірно, в цьому маєтку і був заснований радгосп. В Список населених пунктів Кримської АРСР за Всесоюзним переписом від 17 грудня 1926 року поселення ще не потрапило, на двокілометровці РККА 1942 року в село підписане, як Сейт-Булат, поряд з старим Сейт-Булатом, який знаходився на захід від села.
Указом Президії Верховної Ради Російської РСР від 18 травня 1948 року, Сейт-Булат новий перейменували в Розкішне . У період з 1954 по 1968 роки до села приєднали село Стальне .